# Thulesällskapet

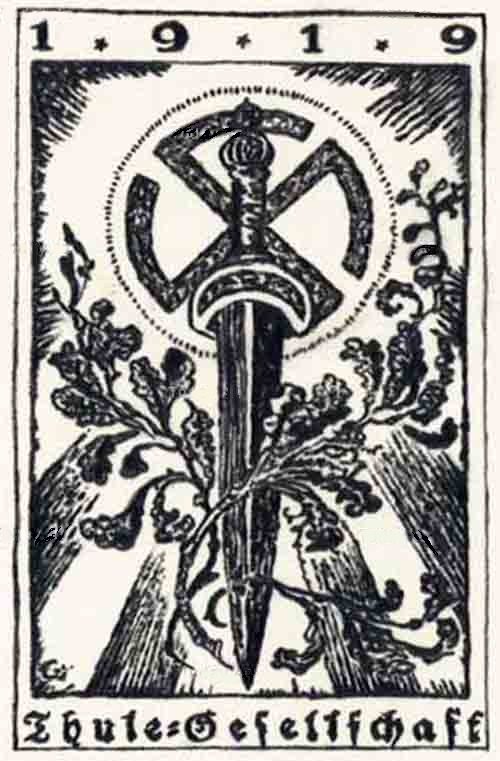
Emblem från 1919.

Thulesällskapet (Thule-Gesellschaft, TG) var ett hemligt, rasistiskt sällskap som uppstod i Tyskland mot slutet av första världskriget. Det tog sitt namn efter den mytiska ön Thule, som i grekisk mytologi gällde för att vara världens nordliga gräns. Sällskapet gav sitt stöd till Hitler och NSDAP.

## Sällskapets uppkomst
Thulesällskapet uppstod vid årsskiftet 1917/1918 ur kretsar inom Germanenorden och verkade i Bayern med Rudolf von Sebottendorf, München, som grundare. Bland medlemmarna, som mest omkring 1 500 personer, fanns advokater, domare, professorer, polisbefäl, aristokrater, läkare och affärsmän. Det förekom att minst en eller flera svenskar, bland annat från Stockholm, var kopplade till, eller medlemmar i, sällskapet. Utåt beskrev man sig som ett "studieförbund för forngermansk kultur", medan verksamheten i själva verket i sina former påminde om ett ordenssällskap, och i sina syften verkade för bland annat rasism och antisemitism. 
För att upptas som medlem skulle vara arier och ha en högre befattning i samhället  

## Ideologiska kopplingar
Sällskapets rasistiska ideologi var starkt påverkad av Guido von Lists "ariosofiska lära". På Thulesällskapets ideologiska grund byggde sedan Alfred Rosenberg vidare när han författade sitt ideologiska verk Der Mythus des zwanzigsten Jahrhunderts, utgivet 1930. Till emblem valde Thulesällskapet en svastika med strålkrans bakom ett blankt svärd. Orsaken till att man valde svastikan är sannolikt att denna redan mot slutet av första världskriget blivit en nationalistisk och antisemitisk symbol. Inom teosofin är också svastikan en vanlig symbol för ariern.

## Kopplingar till NSDAP
Två av grundarna av det Tyska arbetarpartiet 1919, Anton Drexler och Karl Harrer,var också medlemmar i Thulesällskapet. Såväl Alfred Rosenberg som Dietrich Eckart, tidiga medlemmar i DAP/Nationalsocialistiska tyska arbetarepartiet (NSDAP), var också aktiva medlemmar i Thulesällskapet. Bland övriga "dubbelanslutna" finner man personer som Julius Streicher, Hans Frank och Rudolf Hess.

## Sällskapet upphör
Med NSDAP:s maktövertagande försvann en stor del av Thulesällskapets modus vivendi och slutet kom definitivt med det lagstadgade förbud mot ordnar och loger som började gälla i Tyskland 1937.